# Deporte Total
Deporte Total fue una revista de deportes chilena, publicada desde el 16 de junio de 1981 hasta el 10 de octubre de 1989, totalizando 435 números. Con posterioridad a 1989, ha publicado esporádicamente noticias dedicadas al fútbol.
Su redacción estaba ubicada en calle Luis Thayer Ojeda 1626, Providencia, Santiago, la capital de Chile. También publicó diariamente noticias deportivas al estilo de los suplementos deportivos de periódicos durante el Mundial de España 1982.

## Historia
Deporte Total fue un semanario deportivo, sucesor de la revista Estadio en octubre de 1982,y el único especializado en deportes con circulación nacional hasta la aparición de la revista Triunfo del diario La Nación en junio de 1986. Registró en sus 438 ediciones, las estadísticas de las variadas competencias desarrolladas en diversos deportes y en sus páginas, escribieron periodistas como Gerardo Ayala Pizarro (jefe de redacción en 1983), Aldo Schiappacasse Cambiaso (secretario de redacción en 1983), Orlando Escárate Valdés, Juan Carlos Villalta, Sergio Antonio Jerez, Marco Antonio Cumsille, Guillermo Adolfo Schweitzer, Sergio Ried, Jaime Godoy Cartes, Daniel Pérez Pavez, Andrés Alburquerque, Renato de la Maza, Juan Cristóbal Guarello, entre otros.
Con posterioridad a octubre de 1989, Deporte Total ha publicado esporádicamente especiales concernientes al fútbol:		
- En junio de 1991, editó un ejemplar especial sobre la obtención por parte de Colo-Colo de la Copa Libertadores.
- Desde el 26 de mayo de 1997 hasta el 11 de agosto de 1998, publicó varios ejemplares -números 436 a 497- sobre el desarrollo del Campeonato de la Primera División de Chile.
- El 16 de octubre de 2009, editó un ejemplar -número 498- sobre el término de la campaña de clasificación sudamericana al Mundial de Sudáfrica 2010.
- En junio de 2010, publicó cinco revistas -números 499 a 503- sobre el Mundial de Sudáfrica 2010.
- En junio y en septiembre de 2012 editó tres números especiales: dos dedicados al 50º aniversario del Mundial de Chile 1962 y uno por el fallecimiento del exfutbolista y comentarista deportivo Sergio Livingstone.
- El 18 de octubre de 2013, publicó una edición extraordinaria con motivo de la clasificación de la selección de fútbol de Chile al Mundial de Brasil 2014.
- De marzo a julio de 2014, se editaron siete ediciones extraordinarias dedicadas al Mundial de Brasil 2014. Desde el tercer ejemplar, se incluyó una revista especial dedicada a las figuras de la selección chilena.
- Con motivo de la XLIV Copa América, la revista volvió a circular el 9 de junio de 2015. En total se editaron tres ejemplares más dos revistas dedicada a las figuras de la selección chilena.
- El 15 de octubre de 2015, salió a circulación un ejemplar con las primeras fechas de la campaña de clasificación sudamericana al Mundial de Rusia 2018.

## Formatos de la revista
| Formato (cm) | Números de la revista | Fechas de publicación                     |
| ------------ | --------------------- | ----------------------------------------- |
| 27,5 × 21    | 1-435                 | 16 de junio de 1981-10 de octubre de 1989 |
| 27,5 × 23    | 438-497               | 26 de mayo de 1997-11 de agosto de 1998   |

## Directores responsables de la revista
Los siguientes han sido los directores responsables de Deporte Total:
| Nombre                                         | Período                                  | Números de la revista |
| ---------------------------------------------- | ---------------------------------------- | --------------------- |
| Darío Rojas Morales                            | 16 de junio de 1981-31 de mayo de 1988   | 1-364                 |
| Roberto López Silva (como coordinador general) | 7-28 de junio de 1988                    | 365-368               |
| Hernaní Banda Zúñiga                           | 5 de julio de 1988-17 de enero de 1989   | 369-397               |
| Héctor Vega Onesime                            | 24 de enero-10 de octubre de 1989        | 398-435               |
| Alejandro Darío Molina Milman "Adamol"         | 26 de mayo de 1997-15 de octubre de 2015 | 438-                  |